# Thierry Correia
Thierry Rendall Correia (Amadora, 9 marzo 1999) è un calciatore portoghese, difensore del Valencia.

## Caratteristiche tecniche
È un terzino destro.

## Carriera

### Club
Cresciuto nel settore giovanile dello Sporting Lisbona, ha esordito in prima squadra il 29 novembre 2018 disputando l'incontro di UEFA Europa League vinto 6-1 contro il Qarabağ.
Il 2 settembre 2019 viene acquistato a titolo definitivo dal Valencia, con cui firma un contratto quinquennale con una clausola rescissoria del valore di 100 milioni.

### Nazionale
Con la nazionale Under-19 portoghese ha vinto l'Europeo di categoria.
Nel 2019 con la nazionale Under-20 portoghese ha preso parte al campionato mondiale di calcio Under-20 2019.

## Statistiche
Statistiche aggiornate al 4 aprile 2025.

### Presenze e reti nei club
| Stagione                | Squadra                 | Campionato              | Campionato | Campionato | Coppe nazionali | Coppe nazionali | Coppe nazionali | Coppe continentali | Coppe continentali | Coppe continentali | Altre coppe | Altre coppe | Altre coppe | Totale | Totale | Totale |
| Stagione                | Squadra                 | Comp                    | Pres       | Reti       | Comp            | Pres            | Reti            | Comp               | Pres               | Reti               | Comp        | Pres        | Reti        | Pres   | Reti   |        |
| ----------------------- | ----------------------- | ----------------------- | ---------- | ---------- | --------------- | --------------- | --------------- | ------------------ | ------------------ | ------------------ | ----------- | ----------- | ----------- | ------ | ------ | ------ |
| 2018-2019               | Sporting Lisbona        | PL                      | 0          | 0          | CP+CdL          | 0               | 0               | UEL                | 2                  | 0                  |             | -           | -           | 2      | 0      |        |
| ago.-set. 2019          | Sporting Lisbona        | PL                      | 4          | 0          | CP+CdL          | 0               | 0               | UEL                | 0                  | 0                  | ST          | 1           | 0           | 5      | 0      |        |
| Totale Sporting Lisbona | Totale Sporting Lisbona | Totale Sporting Lisbona | 4          | 0          |                 | 0               | 0               |                    | 2                  | 0                  |             | 1           | 0           | 7      | 0      |        |
| 2019-2020               | Valencia                | PD                      | 4          | 0          | CR              | 2               | 0               | UCL                | 1                  | 0                  |             | -           | -           | 7      | 0      |        |
| 2020-2021               | Valencia                | PD                      | 29         | 1          | CR              | 3               | 1               |                    | -                  | -                  |             | -           | -           | 32     | 2      |        |
| 2021-2022               | Valencia                | PD                      | 19         | 0          | CR              | 3               | 0               |                    | -                  | -                  |             | -           | -           | 22     | 0      |        |
| 2022-2023               | Valencia                | PD                      | 27         | 0          | CR              | 0               | 0               |                    | -                  | -                  | SS          | 1           | 0           | 28     | 0      |        |
| 2023-2024               | Valencia                | PD                      | 31         | 0          | CR              | 4               | 0               |                    | -                  | -                  |             | -           | -           | 35     | 0      |        |
| 2024-2025               | Valencia                | PD                      | 11         | 0          | CR              | 0               | 0               |                    | -                  | -                  |             | -           | -           | 11     | 0      |        |
| Totale Valencia         | Totale Valencia         | Totale Valencia         | 121        | 1          |                 | 12              | 1               |                    | 1                  | 0                  |             | 1           | 0           | 135    | 2      |        |
| Totale carriera         | Totale carriera         | Totale carriera         | 125        | 1          |                 | 12              | 1               |                    | 3                  | 0                  |             | 2           | 0           | 142    | 2      |        |

## Palmarès

### Nazionale
- Campionato d'Europa Under-17: 1

Azerbaigian 2016
- Campionato d'Europa Under-19: 1

Finlandia 2018